# Shawnee Smithová
Shawnee Smith (* 3. července 1969 Orangenburg, Jižní Karolína) je americká herečka a televizní producentka. Ve 12 letech hrála v muzikálu Annie roli tanečnice. Kladných ohlasů se jí dostálo v roce 1985 za roli v televizním seriálu Crime of Innocence. Účinkovala také ve filmech hororové série Saw v roli Amandy Youngové.